# Michael Gwisdek
Michael Gwisdek (né le 14 janvier 1942 à Berlin-Weißensee et mort le 22 septembre 2020) est un acteur et réalisateur est-allemand puis allemand.

## Biographie

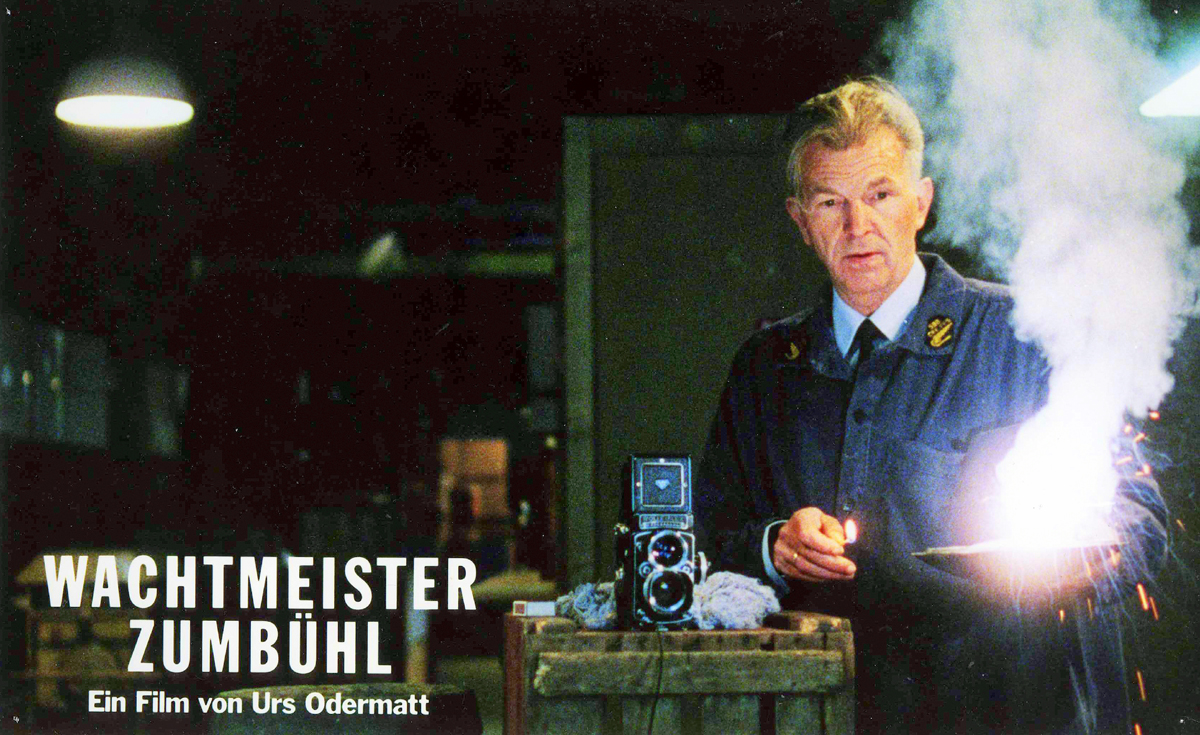
Michael Gwisdek dans Le Pandore (1994).

Michael Gwisdek est diplômé de l'académie Ernst Busch d'art dramatique à Berlin. Il commence sa carrière en fréquentant divers théâtres, d'abord à Chemnitz, puis au Deutsches Theater et au Volksbühne Berlin.
Par ailleurs, il est présent au cinéma, jouant dans plus d'une centaine de films, avec plusieurs rôles notables dans des films de la DEFA.
Les années suivantes, il privilégie le cinéma. Pour son rôle dans Rencontres nocturnes, il obtient l'Ours d'argent du meilleur acteur à la Berlinale 1999.
À la fin des années 1980, il devient réalisateur. Son premier film, Le Rendez-vous de Travers, est sélectionné au Festival de Cannes. Ce film intimiste, dans lequel joue son épouse Corinna Harfouch, est la contribution de la DEFA aux célébrations du Bicentenaire de la Révolution française.

### Famille
Marié à l'actrice Corinna Harfouch de 1985 à 2007, il a deux enfants : le compositeur Johannes Gwisdek et l'acteur Robert Gwisdek.

## Filmographie en tant que réalisateur
- 1989 : Le Rendez-vous de Travers (Treffen in Travers)
- 1994 : Abschied von Agnes
- 1998 : Le Jeu du mambo (Das Mambospiel)

## Filmographie en tant qu'acteur

### Cinéma
- 1968 : Die Toten bleiben jung
- 1969 : Jungfer, Sie gefällt mir (de)
- 1974 : Hostess
- 1975 : Till Eulenspiegel (de)
- 1976 : Mann gegen Mann
- 1979 : Zünd an, es kommt die Feuerwehr (de)
- 1979 : Addio, piccola mia
- 1980 : Jadup et Boel (Jadup und Boel)
- 1982 : Märkische Forschungen (de)
- 1982 : Dein unbekannter Bruder
- 1983 : Olle Henry
- 1984 : Der Fall Bachmeier – Keine Zeit für Tränen (de)
- 1984 : Ärztinnen
- 1985 : Hälfte des Lebens (de)
- 1987 : Le Petit Procureur (de) (Der kleine Staatsanwalt)
- 1988 : La Comédienne (Die Schauspielerin)
- 1988 : Yasemin
- 1989 : Le Rendez-vous de Travers (Treffen in Travers)
- 1989 : Pestalozzis Berg
- 1989 : Coming Out
- 1991 : Le Soupçon (Der Verdacht)
- 1991 : Der Tangospieler
- 1991 : Das Heimweh des Walerjan Wrobel
- 1991 : Farßmann oder Zu Fuß in die Sackgasse
- 1992 : Le Mystère de la salle d'ambre jaune (Die Spur des Bernsteinzimmers) de Roland Gräf
- 1994 : Le Pandore (Wachtmeister Zumbühl)
- 1994 : Abschied von Agnes
- 1998 : Le Jeu du mambo (Das Mambospiel)
- 1998 : Sieben Monde (de)
- 1999 : Rencontres nocturnes (Nachtgestalten)
- 2000 : Freunde
- 2000 : L'Insaisissable (Die Unberührbare)
- 2002 : Vaya con Dios (de)
- 2004 : Herr Lehmann
- 2004 : Kleinruppin forever (de)
- 2005 : Almost Heaven
- 2005 : Barfuss
- 2006 : Reine Formsache
- 2006 : Les Particules élémentaires (Elementarteilchen)
- 2007 : Pornorama
- 2008 : La Bande à Baader (Der Baader Meinhof Komplex)
- 2009 : Hilde
- 2009 : Horreur à Kaifeck
- 2009 : Männersache
- 2010 : Boxhagener Platz (de)
- 2010 : Vater Morgana (de)
- 2010 : Das Lied in mir (de)
- 2012 : Anleitung zum Unglücklichsein
- 2012 : Jesus liebt mich (de)
- 2012 : Oh Boy
- 2012 : Die Abenteuer des Huck Finn (de)
- 2013 : Hai-Alarm am Müggelsee (de)
- 2017 : Les vieux espions vous saluent bien (Kundschafter des Friedens) de Robert Thalheim
- 2018 :  La Révolution silencieuse (Das schweigende Klassenzimmer) : Edgar

### Télévision

#### Téléfilms
- 1980 : Muhme Mehle
- 1981 : Das unsichtbare Visier (de) – Feuerdrachen
- 1987 : Sansibar oder der Letzte Grund
- 1995 : Der Mann auf der Bettkante
- 1996 : Zerrissene Herzen
- 1997 : Une femme sur mesure
- 2002 : Wer liebt, hat Recht
- 2004 : Das blaue Wunder
- 2004 : Les Étoiles brillent toujours
- 2004 : Ma petite sœur
- 2004 : Au secours, les beaux-parents débarquent!
- 2005 : Airlift - Seul le ciel était libre
- 2007 : L'Ordre des Pirates (Schatzinsel) - Pew l'aveugle
- 2008 : Une jeunesse berlinoise
- 2008 : Embrasse-moi si tu m'aimes
- 2009 : Les Frontières du passé (Mörder kennen keine Grenzen)
- 2011 : Le Secret de l'Arche
- 2012 : Schmidt & Schwarz
- 2013 : Flaschenpost an meinen Mann

#### Séries télévisées
- 1976 : Polizeiruf 110: Der Fensterstecher
- 1988 : Polizeiruf 110: Eifersucht
- 1993 : Inspecteur Derrick: Nach acht langen Jahren (Un papa modèle) [3]
- 1998 : Tatort: Ein Hauch von Hollywood
- 2002 : Tatort: Schlaraffenland
- 2007 : Tatort: Macht der Angst
- 2009 : Tatort: Schiffe versenken
- 2011 : Schicksalsjahre

## Récompenses
- 1991 : Deutscher Filmpreis du meilleur acteur pour Der Tangospieler.
- 1999 : Ours d'argent du meilleur acteur pour Rencontres nocturnes.
- 2008 : Prix de la télévision allemande (de) du meilleur acteur dans un second rôle pour Une jeunesse berlinoise.
- 2013 : Deutscher Filmpreis du meilleur acteur dans un second rôle pour Oh Boy.